# Операция отчаяния
Операция отчаяния — это хирургическая операция как последнее средство для спасения человека в почти безнадёжных случаях. Так говорят об операциях, связанных с крайне высоким риском летального исхода или тяжёлых мучений пациента как во время, так и после операции, в случаях, когда без операции летальный исход неизбежен. В акушерстве также подобный термин применяют для обозначения операций, связанных с неизбежной гибелью ребёнка или матери, когда без операции неизбежна гибель обоих.

## Некоторые примеры «операций отчаяния»
- Лечебная гипертермия — перегревание тела пациента выше температуры «тепловой смерти»[2]. При этом раковые клетки погибают раньше здоровых.[нейтральность?][источник не указан 5173 дня]
- Наружные дренирующие операции при гидроцефалии.